# Minski kineski jezici
Min (uprošćeni kineski: 闽语; tradicionalni kineski: 閩語; pinjin: Mǐn yǔ; POJ: Bân gú; BUC: Mìng ngṳ̄) široka je grupa sintičkih jezika koje govori oko 30 miliona ljudi u provinciji Fuđen, kao i potomci kolonista koji govore Min na poluostrvu Lejdžou i Hajnan, ili asimilirani starosedeoci Čaošana, delova Džungšana, tri okruga u južnom Vendžou, arhipelaga Džoušan, i Tajvan. Ime je izvedeno iz reke Min u Fuđenu, što je ujedno i skraćeni naziv provincije Fuđen. Min varijeteti nisu međusobno razumljivi, niti sa bilo kojim drugim varijetetom kineskog jezika.
Među prekomorskim kineskim stanovništvom u jugoistočnoj Aziji ima mnogo govornika minskog kineskog. Najrasprostranjeniji varijetet minskog kineskog jezika izvan Fuđena je južni minski (Min Nan), takođe poznata kao hokiensko-tajvanski (koja uključuje tajvanski i amojski).
Mnogi minski jezici zadržali su značajna svojstva starokineskog jezika, a postoje lingvistički dokazi da nisu svi minski varijeteti direktno poreklom od srednjokineskog iz dinastija Suej-Tang. Veruje se da minski jezici predstavljaju značajan lingvistički supstrat iz jezika stanovnika regiona pre njegove sinizacije.

## Istorija
Min zavičaj, Fuđen, otvoren je za kinesko naseljavanje porazom države Minjue pod najezdom armija cara Vu iz Hana 110. p. n. e. Područje se sastoji od krševitog planinskog terena, sa kratkim rekama koje se ulivaju u Južnokinesko more. Većina naknadnih migracija sa severa na jug Kine prošla je dolinama reka Sjang i Gan na zapad, tako da su Min varijeteti imali manje severnog uticaja od ostalih južnih grupa. Kao rezultat toga, dok se većina varijeteta kineskog jezika može tretirati kao izvedeni iz srednjokineskog, jezika opisanog rečnicima rima kao što je Ćejuen (iz 601. godine), varijeteti Mina sadrže tragove starijih razlika. Lingvisti procenjuju da su se najstariji slojevi Min dijalekata razišli od ostatka kineskog oko vremena dinastije Han. Međutim, došlo je do značajnih talasa migracija sa Severnokineske nizije:
- Ustanak pet varvara tokom dinastije Đin, a posebno katastrofa Jungđa 311. godine, izazvali su plimu imigracije na jug.
- Godine 669, Čen Dženg i njegov sin Čen Juenguang iz okruga Guši u Henanu osnovali su regionalnu administraciju u Fuđenu kako bi suzbili pobunu naroda Še.
- Vang Čao je imenovan za guvernera Fuđena 893. godine, pred kraj dinastije Tang, i doveo je desetine hiljada vojnika iz Henana. Godine 909, nakon pada dinastije Tang, njegov sin Vang Šendži osnovao je Min Kraljevstvo, jedno od Deset kraljevstava u periodu Pet dinastija i Deset kraljevstava.

Džeri Norman je identifikovao četiri glavna sloja u rečniku savremenih Min varijeteta:
- Nekineski supstrat iz izvornih jezika Minjua, za koje Norman i Mej Cu-lin veruju da su austroazijski.[11][12]
- Najraniji kineski sloj, koji su u Fuđian doneli doseljenici iz Džeđanga na sever tokom dinastije Han.[13]
- Sloj iz perioda Severne i Južne dinastije, koji je u velikoj meri u skladu sa fonologijom rečnika Ćejuen.[14]
- Književni sloj zasnovan na koine jeziku Čangana, prestonice dinastije Tang.[15] Loran Sagart (2008) se ne slaže sa Normanovom i Mej Cu-linovom analizom austroazijskog supstrata u Minu.[16] Hipoteza koju su predložili Džeri Norman i Cu-Lin Mej, zalažući se za austroazijsku domovinu duž srednjeg Jangcea, uglavnom je napuštena u većini krugova, i austroazijski stručnjaci je uglavnom ne podržavaju.[17] Umesto toga, nedavni pokreti analize arheoloških dokaza postavljaju austronezijski sloj, a ne austroazijski.[18]

## Geografski položaj i podgrupe
| Šao-Đang Severni Centralni | Istočni Pu-Sjen Južni | Lejdžou Hajnan |

Minski jezici prema broju izvornih govornika (od 2004. godine)
Min se obično opisuje kao jedna od sedam ili deset grupa varijeteta kineskog jezika, ali ima veću dijalekatsku raznolikost od bilo koje druge grupe. Varijeteti koje se koriste u susednim okruzima, kao i u planinama zapadnog Fuđena, čak i u susednim selima, često su međusobno nerazumljivi.
Rane klasifikacije, poput Li Fang-Gui klasifikacije iz 1937. i Juan Đahua 1960, Min su podelile na severne i južne podgrupe. Međutim, u izveštaju iz 1963. godine o istraživanju Fuđena, Pan Maoding i njegovi saradnici tvrde da je primarni raskol bio između unutrašnjih i obalnih grupa. Ključni diskriminator između dve grupe je grupa reči koja ima lateralni inicijal  u priobalnim varijetetima i bezvučni frikativ   ili  u unutrašnjim varijetetima, za razliku od druge grupe koja ima  u obe oblasti. Norman je rekonstruisao ovih inicijale u protominskom jeziku kao bezvučne i zvučne laterale koji su se stopili u priobalnim varijetetima.

### Priobalni Min
Obalske varijante imaju ogromnu većinu govornika, a proširile su se od svoje domovine u Fuđenu i istočnom Guangdungu do ostrva Tajvan i Hajnan, do drugih obalnih područja južne Kine i jugoistočne Azije. Pan i kolege su ih podelili u tri grupe:
- Istočni minski (Min Dong), sa središtem oko grada Fudžou, glavnog grada provincije Fuđen, sa fudžouškim dijalektom kao prestižnim oblikom, uključujući i fućinški dijalekt itd.
  - Longduski i nanlanški dijalekt džongšanskog minskog u provinciji Guangdung[64]
- Pusjenski minski se govori u gradu Putjen i okrugu Sjenjou. Li Rulong i Čen Džangtaj su ispitali 214 reči, otkrivši da je 62% zajedničko sa ćuendžouškim dijalektom (južni minski) i 39% sa fudžouškim dijalektom (istočni minski), i zaključili da je pusjenski bliže srodan sa južnim minskim.[65]
- Južni minski (Min Nan) potiče sa juga Fuđena i istočnog ugla Guangdunga.
  - U popularnoj upotrebi, južni minski se obično odnosi na dijalekte ćuendžanškog tipa Kuanzhang, koji su nastali u južnom Fuđenu (oko Ćuendžoua, Džangdžoua i Sjamena) i proširili se na jugoistočnu Aziju, posebno u Singapur, Maleziju, Filipine, Indoneziju, Bruneje, Mjanmar, Kambodžu, Tajland, Južni Vijetnam, gde su poznati kao hokienski, i Tajvan, gde su poznati kao tajvanski.[62]
  - Dijalekti regiona Teosva/Čaošan u istočnom Guangdungu, uključujući teočevske i svatovske dijalekte, imaju teško međusobnu razumljivost sa amojskim dijalektom hokienskog.[66] Teočevski varijateti najčešće govore Tajski Kinezi,[60] Kineski Kambodžanci, a drugi je po zastupljenosti među hoaškim Vijetnamcima.
  - Dženanski minski iz okruga Cangnan u južnom Džeđangu je takođe ovog tipa.[67]
  - Haklauski minski (Haj Lok Hong / Hajlufeng) koji se govori u istočnom Guangdungu zapadno od Teosve (čaošanski minski).
  - Datjenski minski iz okruga Datjen u Sanmingu, Fuđen
  - Potencijalno, takođe i sansjanški dijalekt iz džongšanskog minskog u provinciji Guangdung.[64]

Jezički atlas Kine (1987) razlikuje još dve grupe, koje su prethodno bile uključene u Južni Min:
- Lejdžouski minski, koji se govori na poluostrvu Lejdžou u jugozapadnom Guangdungu.
- Hajnanski, koji se govori na ostrvu Hajnan. Ove dijalekti karakterišu drastične promene početnih suglasnika, uključujući niz implozivnih suglasnika, koji se pripisuju kontaktu sa tajkadajskim jezicima koji se govore na ostrvu.[69]

Obalski varijeteti karakterišu jedinstveni minski rečnik, uključujući zamenice i negacije. Svi osim hajnanskih dijalekata imaju složene tonske sandi sisteme.

### Ostrvski minski
Iako imaju daleko manje govornika, varijante iz unutrašnjosti pokazuju mnogo veće varijacije od primorskih. Pan i saradnici su podelili unutrašnje varijetete u dve grupe:
- Severni minski (Min Bej) se govori u prefekturi Nanping u Fuđenu, a dijalekt đeanou se smatra tipičnim.
- Centralni minski (Min Džong), koji se govori u prefekturi Sanming.

Jezički atlas Kine (1987) uključivao je još jednu grupu:
- Šaošanški minski, koji se govori u severozapadnim okruzima Fuđenu, Šaovu i Đangleu, Pan i njegovi saradnici su klasifikovali kao Haka kineski.[60] Međutim, Džeri Norman je sugerisao da su to bile unutrašnje varijante minskog koje su bile podložne snažnom uticaju ganskog ili hakškog.[73]

Iako primorski varijeteti mogu biti izvedeni iz protojezika sa četiri serije zaustavljanja ili afrikata na svakoj tački artikulacije (npr. , i), unutrašnji varijeteti sadrže tragove još dva serije, koje je Norman nazvao „ublaženim zaustavljanjima“ zbog njihovih refleksija u nekim varijantama. Unutarnji varijeteti koriste zamenice i negacije koje su srodne sa onima u hakškom i jueškom. Unutrašnje sorte imaju malo ili nimalo tonskih sandi.

## Rečnik
Većina minskih rečnika direktno korespondira srodnim rečima u drugim kineskim varijantama, ali postoji i značajan broj izrazito minskih reči koje se mogu pratiti do protominskog. U nekim slučajevima došlo je do semantičke promene u minskom ili ostatku kineskog:
- *tiaŋB 鼎 „vok“. Minski oblik zadržava prvobitno značenje „lonac za kuvanje“, ali u drugim kineskim varijantama ova reč (MC tengX > dǐng) je postala specijalizovana za označavanje drevnih ceremonijalnih tronožaca.[77]
- *dzhənA „pirinčano polje“. U minskom ovaj oblik je istisnuo uobičajeni kineski izraz tián 田.[78][79] Mnogi naučnici identifikuju minsku reč sa chéng 塍 (MC zying) „uzdignutim putem između polja“, ali Norman tvrdi da je srodna sa céng 層 (MC dzong) „dodatni sloj ili pod“, što odražava terasasta polja koja se obično nalaze u Fuđenu.[80]
- *tšhioC 厝 "kuća".[81] Norman tvrdi da je minska reč srodna sa shù 戍 (MC syuH) „čuvati“.[82][83]
- *tshyiC 喙 „usta“. U minskom ovaj oblik je zamenio uobičajeni kineski termin kǒu 口.[84] Veruje se da je srodna sa huì 喙 (MC xjwojH) „kljun, njuška; dahtati“.[83]

Norman i Mej Culin su predložili austroazijsko poreklo za neke minske reči:
- *-dəŋA „šaman“ se može uporediti sa vijetnamskim đồng (/ɗoŋ2/) „šamanizovati, komunicirati sa duhovima“ i monskim doŋ „plesati (kao) pod opsednutošću demonom“.[85][86]
- *kiɑnB 囝 „sin“ izgleda da je povezano sa vijetnamskim con (/kɔn/) i monskim kon „dete“.[87][88]

Međutim, sugestiju Normana i Mej Culina odbacuje Lorent Sagart (2008), sa nekim lingvistima koji tvrde da je austroazijski prethodnik modernog vijetnamskog jezika nastao u planinskom regionu centralnog Laosa i Vijetnama, a ne u regionu severno od delte Crvene reke.
U drugim slučajevima, poreklo reči Min je nejasno. Takve reči uključuju:
- *khauA 骹 „stopalo”[90]
- *-tsiɑmB 䭕 „bezobrazan”[91]
- *dzyŋC 𧚔 „nositi”[82]

## Sistem pisanja
Kada se koriste kineski znakovi za pisanje nemandarinskog oblika, uobičajena praksa je da se koriste znakovi koji etimološki odgovaraju rečima koje se predstavljaju, a za reči bez očigledne etimologije, da se izmisle novi znakovi ili pozajmljuju znakovi za njihov zvuk ili značenje. Pisani kantonski jezik je sproveo ovaj proces u najvećoj meri od bilo koje nemandarinske varijante, do te mere da se čisti kantonski narodni jezik može nedvosmisleno napisati korišćenjem kineskih znakova. Suprotno popularnom verovanju, narodni jezik napisan na ovaj način uopšte nije razumljiv govorniku mandarinskog, zbog značajnih promena u gramatici i rečniku i neophodne upotrebe velikog broja nemandarinskih znakova.

## Napomene
1. ↑  Min is believed to have split from Old Chinese, rather than Middle Chinese like other varieties of Chinese.[1][2][3]

## Literatura
- Klöter, Henning (2005). Written Taiwanese. Otto Harrassowitz Verlag. ISBN 978-3-447-05093-7.
- Baxter, William H.; Sagart, Laurent (2014), Old Chinese: A New Reconstruction, Oxford University Press, ISBN 978-0-19-994537-5.
- Bodman, Nicholas C. (1985), „The Reflexes of Initial Nasals in Proto-Southern Min-Hingua”,  Ур.: Acson, Veneeta; Leed, Richard L., For Gordon H. Fairbanks, Oceanic Linguistics Special Publications, 20 (20), University of Hawaii Press, стр. 2—20, ISBN 978-0-8248-0992-8, JSTOR 20006706.
- Branner, David Prager (2000), Problems in Comparative Chinese Dialectology—the Classification of Miin and Hakka (PDF), Trends in Linguistics series, 123, Berlin: Mouton de Gruyter, ISBN 978-3-11-015831-1, Архивирано из оригинала (PDF) 16. 01. 2019. г., Приступљено 22. 11. 2020.
- Chang, Kuang-yu (1986), Comparative Min phonology (Ph.D.), University of California, Berkeley.
- Kurpaska, Maria (2010), Chinese Language(s): A Look Through the Prism of "The Great Dictionary of Modern Chinese Dialects", Walter de Gruyter, ISBN 978-3-11-021914-2.
- Li, Rulong 李如龙; Chen, Zhangtai 陈章太 (1991), „Lùn Mǐn fāngyán nèibù de zhǔyào chāyì” 论闽方言内部的主要差异 [On the main differences between Min dialects],  Ур.: Chen, Zhangtai; Li, Rulong, Mǐnyǔ yánjiū 闽语硏究 [Studies on the Min dialects], Beijing: Yuwen Chubanshe, стр. 58—138, ISBN 978-7-80006-309-1.
- Lien, Chinfa (2015), „Min languages”,  Ур.: Wang, William S.-Y.; Sun, Chaofen, The Oxford Handbook of Chinese Linguistics, Oxford University Press, стр. 160—172, ISBN 978-0-19-985633-6.
- Norman, Jerry (1973), „Tonal development in Min”, Journal of Chinese Linguistics, 1 (2): 222—238, JSTOR 23749795.
- ——— (1988), Chinese, Cambridge: Cambridge University Press, ISBN 978-0-521-29653-3.
- ——— (1991), „The Mǐn dialects in historical perspective”,  Ур.: Wang, William S.-Y., Languages and Dialects of China, Journal of Chinese Linguistics Monograph Series, 3 (3), Chinese University Press, стр. 325—360, JSTOR 23827042, OCLC 600555701.
- ——— (2003), „The Chinese dialects: phonology”,  Ур.: Thurgood, Graham; LaPolla, Randy J., The Sino-Tibetan languages, Routledge, стр. 72—83, ISBN 978-0-7007-1129-1.
- Norman, Jerry; Mei, Tsu-lin (1976), „The Austroasiatics in Ancient South China: Some Lexical Evidence” (PDF), Monumenta Serica, 32: 274—301, JSTOR 40726203, doi:10.1080/02549948.1976.11731121.
- Simons, Gary F.; Fennig, Charles D., ур. (2017), Ethnologue: Languages of the World (20th изд.), Dallas, Texas: SIL International.
- Ting, Pang-Hsin (1983), „Derivation time of colloquial Min from Archaic Chinese”, Bulletin of the Institute of History and Philology, 54 (4): 1—14.
- Yan, Margaret Mian (2006), Introduction to Chinese Dialectology, LINCOM Europa, ISBN 978-3-89586-629-6.
- Yue, Anne O. (2003), „Chinese dialects: grammar”,  Ур.: Thurgood, Graham; LaPolla, Randy J., The Sino-Tibetan languages, Routledge, стр. 84—125, ISBN 978-0-7007-1129-1.
- Zhang, Zhenxing (1987), „Min Supergroup”,  Ур.: Wurm, Stephen Adolphe; Li, Rong; Baumann, Theo; Lee, Mei W., Language Atlas of China, Превод: Lee, Mei W., Longman, B-12, ISBN 978-962-359-085-3.
- Chung, Raung-fu (1996). The Segmental Phonology of Southern Min in Taiwan. Taipei: Crane Pub. ISBN 957-9463-46-8.
- DeBernardi, Jean (1991). „Linguistic Nationalism: The Case of Southern Min”. Sino-Platonic Papers. 25. OCLC 24810816.
- Ding, Picus Sizhi (2016). Southern Min (Hokkien) as a Migrating Language. Singapore: Springer. ISBN 978-981-287-593-8.
- Francis, Norbert (2014). „Southern Min (Hokkien) as a Migrating Language: A Comparative Study of Language Shift and Maintenance across National Borders by Picus Sizhi Ding (review)”. China Review International. 21 (2): 128—133. S2CID 151455258. doi:10.1353/cri.2014.0008.
- Klöter, Henning (2011). The Language of the Sangleys: A Chinese Vernacular in Missionary Sources of the Seventeenth Century. Brill. ISBN 978-90-04-18493-0. An analysis and facsimile of the Arte de la Lengua Chio-chiu (1620), the oldest extant grammar of Hokkien.
- Hompot, Sebestyén (2018).  Schottenhammer, Angela, ур. „Xiamen at the Crossroads of Sino-Foreign Linguistic Interaction during the Late Qing and Republican Periods: The Issue of Hokkien Phoneticization” (PDF). Crossroads: Studies on the History of Exchange Relations in the East Asian World. OSTASIEN Verlag. 17/18: 167—205. ISSN 2190-8796.
- Cheung, Kwan-hin 張系顯; Bauer, Robert S. (2002). The Representation of Cantonese with Chinese Characters. Journal of Chinese Linguistics Monograph Series. 18. Chinese University Press. JSTOR 23826027. OCLC 695438049.
- Li, David C.S. (2000). „Phonetic Borrowing: Key to the vitality of written Cantonese in Hong Kong”. Written Language & Literacy. 3 (2): 199—233. doi:10.1075/wll.3.2.02li.
- Snow, Donald (1991). Written Cantonese and the culture of Hong Kong: the growth of a dialect literature (PhD thesis). Indiana University. OCLC 1070381666.
- ——— (1993). „A short history of published Cantonese: what is dialect literature?”. Journal of Asian Pacific Communication. 4 (3): 127—148. ISSN 0957-6851. OCLC 43573899.
- ——— (2004). Cantonese as Written Language: The Growth of a Written Chinese Vernacular. Hong Kong University Press. ISBN 978-962-209-709-4.
- Boltz, William G. (1986). „Early Chinese Writing”. World Archaeology. 17 (3): 420—436. JSTOR 124705. doi:10.1080/00438243.1986.9979980.
- ——— (1994). The Origin and Early Development of the Chinese Writing System. New Haven, CT: American Oriental Society. ISBN 978-0-940490-78-9.
- ——— (1999). „Language and Writing”.  Ур.: Loewe, Michael; Shaughnessy, Edward L. The Cambridge History of Ancient China: From the Origins of Civilization to 221 BC. Cambridge University Press. стр. 106—123. ISBN 978-0-521-47030-8 — преко Google Books. :10.1017/CHOL9780521470308.004
- ——— (2011). „Literacy and the Emergence of Writing in China”.  Ур.: Li, Feng; Branner, David Prager. Writing & Literacy in Early China. University of Washington Press. стр. 51—84. ISBN 978-0-295-80450-7.

## Spoljašnje veze
- Miyake, Marc (2012). Jerry Norman's "Three Min etymologies" (1984) revisited.
- Gô Iók Cŭ: The Old Testament, in Bàng-uâ-cê.
- Sĭng Iók Cŭ: The New Testament, in Bàng-uâ-cê.
- An English-Chinese Dictionary of the Foochow Dialect, by T. B. Adam, 1905
- Learning material of Foochow Romanized на сајту  (архивирано 28 фебруар 2012)
- Chinese Character to Eastern Min Transliterator